# Осада Риги (1656)
Осада Риги (швед. Belägringen av Riga) — одно из сражений русско-шведской войны 1656—1658. Армия царя Алексея Михайловича, осадившая Ригу, была в итоге вынуждена снять осаду с города.

## Предыстория
В августе 1655 года шведский король Карл X Густав воспользовался критическим положением Речи Посполитой и стремительно овладел Польшей. Лифляндская армия шведов заняла Жмудскую землю (Жемайтию), предотвратив выход русских войск к Балтийскому морю. Великий гетман литовский Януш Радзивилл заключил с Карлом Х Кейданскую унию, по которой признал власть шведского короля над Великим княжеством Литовским, чем были сведены на нет все военные успехи русско-казацких сил на землях ВКЛ. При этом шведский король отказался признавать за царём Алексеем Михайловичем титул «великого князя Литовского», принятый после взятия Вильны, и, чтобы снискать симпатии польской шляхты, обещал помощь «против москвы и казаков». Ввиду реальной опасности столкновения с объединёнными польско-шведскими войсками царь решил нанести упреждающий удар. Осенью 1656 года Россия приостанавливает все военные действия против ослабшей Речи Посполитой, заключая 24 октября так называемое Виленское перемирие, и объявляет войну Швеции. Целью наступления были выбраны Динабург (Даугавпилс) и Рига. К крепостям вела основная водная артерия региона — река Западная Двина, верховья которой были заняты царскими войсками ещё в 1654 году. Это обеспечивало возможность организации похода «плавной ратью» с осадной артиллерией, что значительно облегчало передвижение войск.
В феврале 1656 года в Смоленском уезде, в верховьях Двины под руководством воеводы Семёна Змеева началась постройка флотилии из 600 стругов для перевозки войск. К июлю строительство флотилии было в основном закончено. Струги имели длину от 8 до 17 саженей (16—35 м) и могли свободно вмещать по 50 солдат или стрельцов со всем запасом. Прочие суда использовались для доставки продовольствия, эвакуации раненых и больных нижних чинов и перевозки полковой и осадной артиллерии.
После выступления в поход русскими войсками 30 июля[по какому календарю?] был взят Динабург, 14 августа[по какому календарю?] — Кокенгаузен. 24 августа[по какому календарю?] русские войска осадили Ригу.

## Ход осады
Рига имела мощные укрепления, и шведский командующий граф Магнус Делагарди рассчитывал отбиться. При приближении русских войск к Риге он решил оставить стены форштадта (городского посада) и отступить за городские укрепления. Генерал-лейтенант граф фон Турн, командовавший шведской кавалерией, попал в засаду и лишился головы, были убиты также сопровождавшие его штаб-офицеры. В спешке отхода шведы оставили нетронутыми пригородные сады, что облегчило русской пехоте земляные работы. В короткие сроки солдаты и стрельцы возвели 12 земляных «городков» для укрытия от обстрела.
После возведения шанцев и установки осадных батарей русские войска 1 сентября подвергли Ригу интенсивному артиллерийскому обстрелу. Помимо чугунных ядер и гранат, город обстреливался зажигательными снарядами (калёными ядрами), а среди мортир применялись новейшие камнемёты — пушки с тонкостенными стволами, способные метать каменные ядра. Производя сопоставимые с гранатами разрушения, эти мортиры не требовали дорогостоящих и сложных для заряжания снарядов («гранат больших», мортирных бомб). В один из дней осады за сутки по городу было сделано 1700 выстрелов из всех видов орудий.
По свидетельству пленных и перебежчиков, артиллерийский обстрел города производил тяжелое впечатление на жителей. Мещане требовали от генерал-губернатора сдать город: «Да почасу де сходятца в ратуше служилых людей начальные люди и мещане, и говорят мещане, чтоб государю добить челом и город здать. И служилые де люди здатца не хотят, ожидают к себе на выручки короля и больших людей вскоре». Немногочисленные вылазки шведов отражались с большими для них потерями.
Однако положение гарнизона значительно облегчалось тем, что не удалось обеспечить блокаду города с моря. Не оправдались надежды на помощь датского флота, а попытки захвата шведских фортов, прикрывающих устье Двины, и использования сил собственной флотилии закончились провалом.
12 сентября[по какому календарю?] к шведскому гарнизону прибыли первые подкрепления в количестве 1400 солдат, боеприпасы и продовольствие. Вслед за этим царь созвал военный совет, где поставил вопрос о возможности немедленного взятия крепости приступом и целесообразности дальнейшей осады. Старейший офицер-иноземец, генерал Аврам Лесли, и большинство полковников высказали обоснованные сомнения и советовали после прибытия шведских подкреплений отступить от Риги. Царь был непреклонен и требовал штурма.
Началась подготовка к приступу, назначенному на 2 октября. Шведы, предупреждённые перебежчиками-иноземцами, опередили. Рано утром 2 октября была проведена вылазка, в которой приняла участие большая часть гарнизона. Были разбиты четыре солдатских полка и «приказ» стрельцов. Шведы захватили 17 русских знамён. Русским удалось отбиться, но штурм был сорван.
Одновременно появились слухи о начале в Риге эпидемии чумы, что автоматически снимало вопрос о продолжении осады города, так как создавало опасность возникновения болезни среди осаждающей армии. 5 октября царь приказал снять осаду Риги.
Во время снятия с позиций гарнизон города произвел успешное нападение на арьергард русской армии. Однако 6 октября при попытке повторить успех шведские войска были отбиты, и Делагарди отказался от дальнейших нападений.
12 октября русское осадное войско возвратилось в Полоцк.

## Итоги
Решение о полном снятии осады было связано с неудачей переговоров с рижским гарнизоном о добровольной капитуляции: расчёты на помощь в этом вопросе курляндского герцога и бранденбургского курфюрста не оправдались. Также причиной снятия осады стало промедление союзной Дании, флот которой не смог обеспечить морскую блокаду города.
Несмотря на неудачу под Ригой, итоги похода 1656 года были признаны удачными. Документы свидетельствуют о триумфальном возвращении царя в свои «государевы отчины» (Полоцк, Смоленск и Москву). Овладение почти всем течением Западной Двины, включая Динабург и Кокенгаузен, открывало для России важную коммуникационную линию для выхода в Прибалтику.
К моменту снятия осады с Риги внешнеполитическая ситуация изменилась. Исчезла политическая причина войны, так как опасность польско-шведской унии миновала, и Государев поход уже в июле 1656 года превратился в грандиозную демонстрацию силы, на фоне которой велись активные переговоры с Польшей, Бранденбургом, Курляндией и Данией. В этих условиях провал штурма или затяжная осада были гораздо опаснее для престижа русского государя, чем спокойное своевременное отступление. Алексей Михайлович, как полководец, никогда не шёл на авантюрные шаги, и в случае неуверенности в успехе решительных действий, вроде штурма крепости, предпочитал сберечь свои войска и действовать другими методами.